# Pita nimfa
La pita nimfa (Pitta nympha) és una espècie d'ocell de la família dels pítids (Pittidae) que habita els boscos del Japó, Korea i el sud-est de la Xina.